# Cheirodon pisciculus
Cheirodon pisciculus es una especie de peces de la familia Characidae en el orden de los Characiformes.

## Morfología
Morfológicamente son peces de cuerpo comprimido, línea lateral incompleta; dientes palmeados, pentacúspides, robustos, implantados en el borde anterior de ambas mandíbulas. Perfil de la región predorsal levemente convexo con una pequeña concavidad en la nuca. La cabeza es grande cabe 3 a 4 veces en la longitud estándar y es aproximadamente el doble de la longitud del pedúnculo caudal. Ojos grandes, el espacio interorbitario es similar al diámetro del ojo. El maxilar es corto e inclinado centralmente, con uno a dos dientes pentacúspides. Cada premaxilar contiene 4 dientes en una sola hilera, pentacúspides. Presentan dos aletas dorsales, la primera con 9 a 11 radios, la segunda adiposa. Aleta anal con 14 radios, las aletas pectorales contienen 10 a 12 radios. En los machos, los extremos de las espinas interhemales sobresalen del borde ventral del pedúnculo caudal formando una sierra de 10 a 16 espinas.
Existe entre las especies del Género cierta semejanza, C. pisciluculs se asemeja a C. kiliani, especialmente por la región predorsal semidesnuda, pero se diferencia fácilmente porque C. kiliani tiene dientes tricúspides y la pectoral alcanza a la Pélvica.
Y se diferencia de las otras especies del Género por; espinas recurrentes ventrales en la caudal, especialmente en los machos, ocupan cerca de, la mitad del pedúnculo caudal; la región predorsal generalmente con pocas escamas, dientes pentacúspides y rayo más largo de la anal alcanza o sobrepasa al último.
El tamaño de C. pisciculus, tiene un mayor registro de 68 mm de longitud total para el tranque Angostura, Hoya río Maipo.
El color que presenta esta especie fijada en alcohol es crema oscuro sin mancha humeral. (Campos, 1982)
Los machos pueden llegar alcanzar los 5,5 cm de longitud total.

## Hábitat
Vive en zonas de clima mediterráneo.

## Distribución geográfica
Se encuentran en Sudamérica: Chile.